# La tragedia del Bounty
La tragedia del Bounty (Mutiny on the Bounty) conosciuto anche col titolo Gli ammutinati del Bounty  è un film del 1935 diretto da Frank Lloyd.

## Analisi
È la trasposizione cinematografica del romanzo L'ammutinamento del Bounty di Charles Nordhoff e James Norman Hall a sua volta ispirato all'episodio dell'ammutinamento del Bounty avvenuto nel 1789 nell'Oceano Pacifico.
Venne incluso tra i migliori dieci film del 1935 dal National Board of Review e l'anno successivo vinse il premio Oscar per il miglior film ricevendo altre 7 candidature tra cui quella per il miglior attore assegnata a tutti e tre i protagonisti, unica volta in cui è accaduto nella storia dell'Academy.
Nel 1998 l'American Film Institute lo ha posizionato all'86º posto nella lista dei 100 migliori film statunitensi di tutti i tempi, mentre nell'edizione aggiornata del 2007 il film è stato escluso dalla classifica.

## Trama

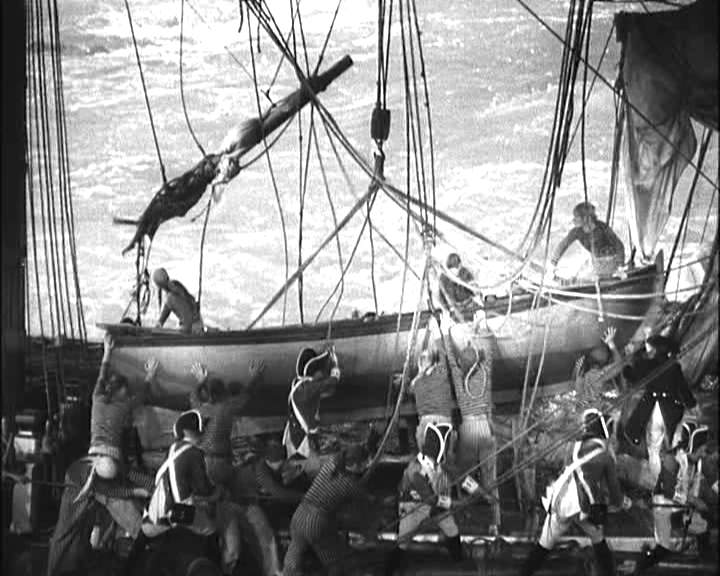
L'equipaggio a bordo del Bounty

Portsmouth, Inghilterra, dicembre 1787. La HMS Bounty si sta preparando a salpare per Tahiti, da dove importerà l'albero del pane da usare come cibo per gli schiavi delle piantagioni delle Indie occidentali. Il tenente Fletcher Christian si occupa degli uomini da arruolare, non esitando a usare le maniere forti per convincerli, mentre l'ufficiale Roger Byam viene nominato guardiamarina del mercantile. La nave sta per iniziare il lungo viaggio quando il marinaio Ellison, che non vuole lasciare moglie e figlio, viene sorpreso mentre tenta di disertare, ma Christian lo convince a ragionare e tornare al suo dovere.

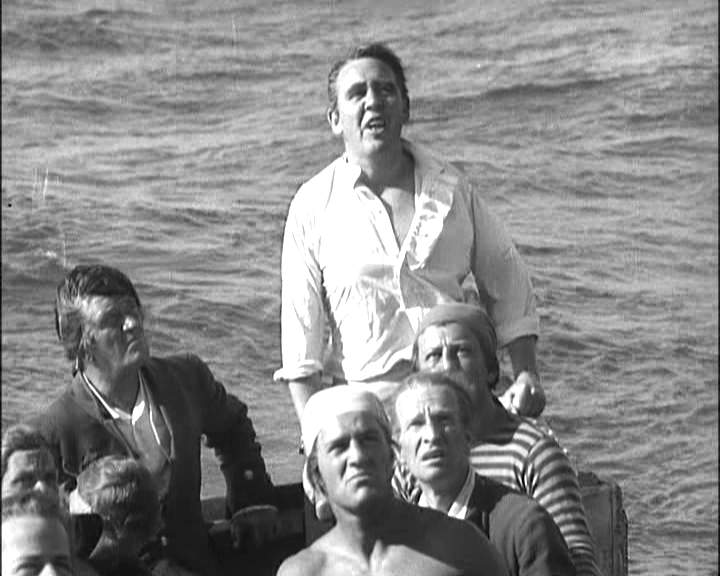
Bligh sulla scialuppa dopo l'ammutinamento

Una volta salito a bordo, il capitano William Bligh mostra subito il suo carattere duro e inflessibile e costringe l'equipaggio ad assistere a una brutale punizione inflitta ad un marinaio per insubordinazione, che continua anche dopo che questi viene dichiarato morto. Bligh conosce solo la "legge del terrore" e non tollera il dissenso tra i membri dell'equipaggio. Per questo, Byam viene severamente punito dopo una scazzottata e costretto a rimanere in cima all'albero maestro durante una tempesta, nonostante le rimostranze di Christian.
Quando il capitano accusa l'equipaggio di rubare le già scarse provviste, il marinaio McCoy afferma di aver visto Maggs rimuovere dei formaggi a Portsmouth per ordine dello stesso Bligh, e per questo viene punito. Gli altri marinai si mettono alla disperata ricerca di cibo e Christian accusa Bligh di affamare il suo equipaggio, ma proprio mentre sta per colpirlo viene avvistata l'isola di Tahiti e gli uomini si preparano per l'approdo.

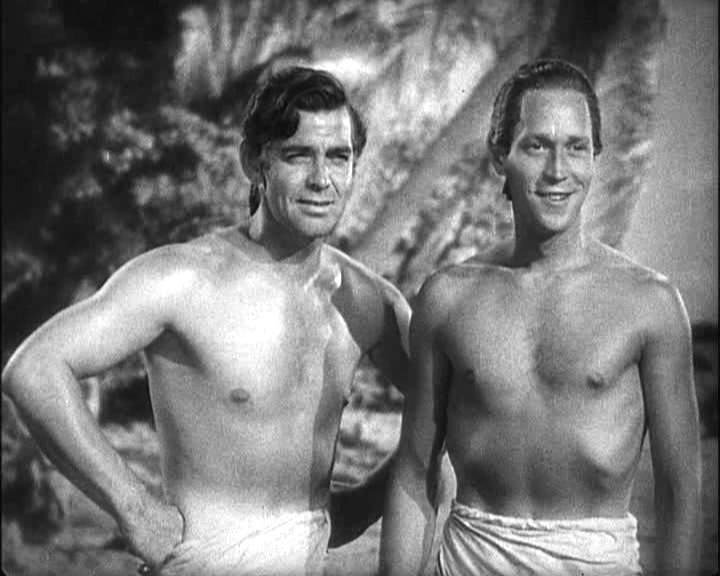
Christian e Byam sull'isola di Tahiti

Accolto dal capo Hitihiti che aveva già conosciuto dieci anni prima, Bligh mette subito i suoi uomini al lavoro per la raccolta delle piante ma nega la licenza a Christian. Hitihiti riesce ad intercedere e nelle settimane successive l'equipaggio scopre un luogo paradisiaco fatto di natura incontaminata e compagne ideali, come le giovani e belle Maimaiti e Tehani di cui si innamorano Christian e Byam.
Completata la missione, il Bounty riprende il largo e Bligh ordina subito la fustigazione di quattro marinai che hanno tentato di disertare, obbligando ad assistere il vecchio medico di bordo, sempre ubriaco e ormai allo stremo delle forze. Quando i medico collassa e muore, Christian ritiene Bligh responsabile e decide di porre fine alla sua spietata tirannia guidando l'equipaggio all'ammutinamento. Il comandante e i marinai rimastigli fedeli vengono mandati alla deriva su una scialuppa.

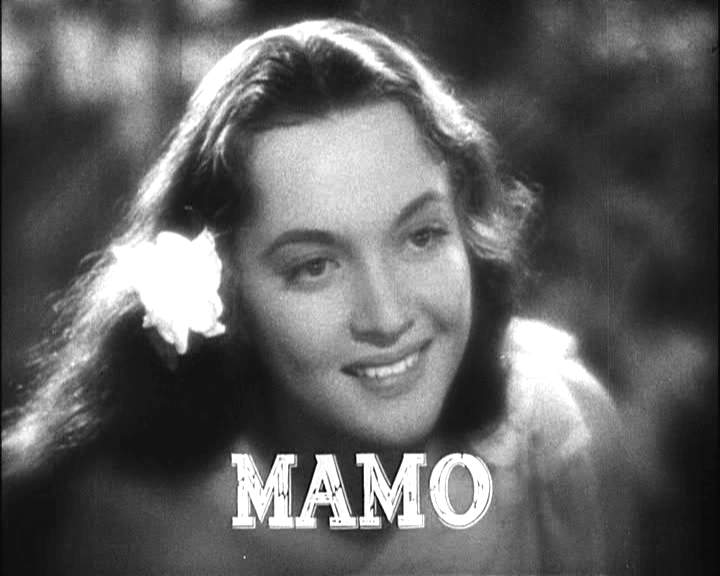
Mamo Clark nel trailer

Assunto il comando del Bounty, Christian fa di nuovo rotta verso Tahiti dove sposa Maimaiti. Il giorno di Natale viene avvistata la nave britannica Pandora in avvicinamento, Christian lascia Byam e altri marinai contrari all'ammutinamento a Tahiti e si imbarca con gli altri verso una nuova isola. Dalla nave scende il sopravvissuto Bligh, che dichiara i presenti in arresto per ammutinamento, nonostante la loro lealtà giurata nei suoi confronti.
Determinato a trovare anche Christian per poterlo veder "penzolare da un pennone", Bligh si mette alla sua ricerca finché non porta la Pandora a schiantarsi contro una scogliera. I sopravvissuti vengono salvati e portati in Inghilterra per essere processati. Byam viene condannato a morte per alto tradimento ma dopo che il re è venuto a conoscenza delle crudeli pratiche disciplinari di Bligh, riceve la grazia e viene reintegrato nella Royal Navy. Nel frattempo, Christian e i suoi uomini arrivano sull'isola Isola Pitcairn, dove dopo aver incendiato il Bounty si apprestano a cominciare una nuova vita.

## Produzione

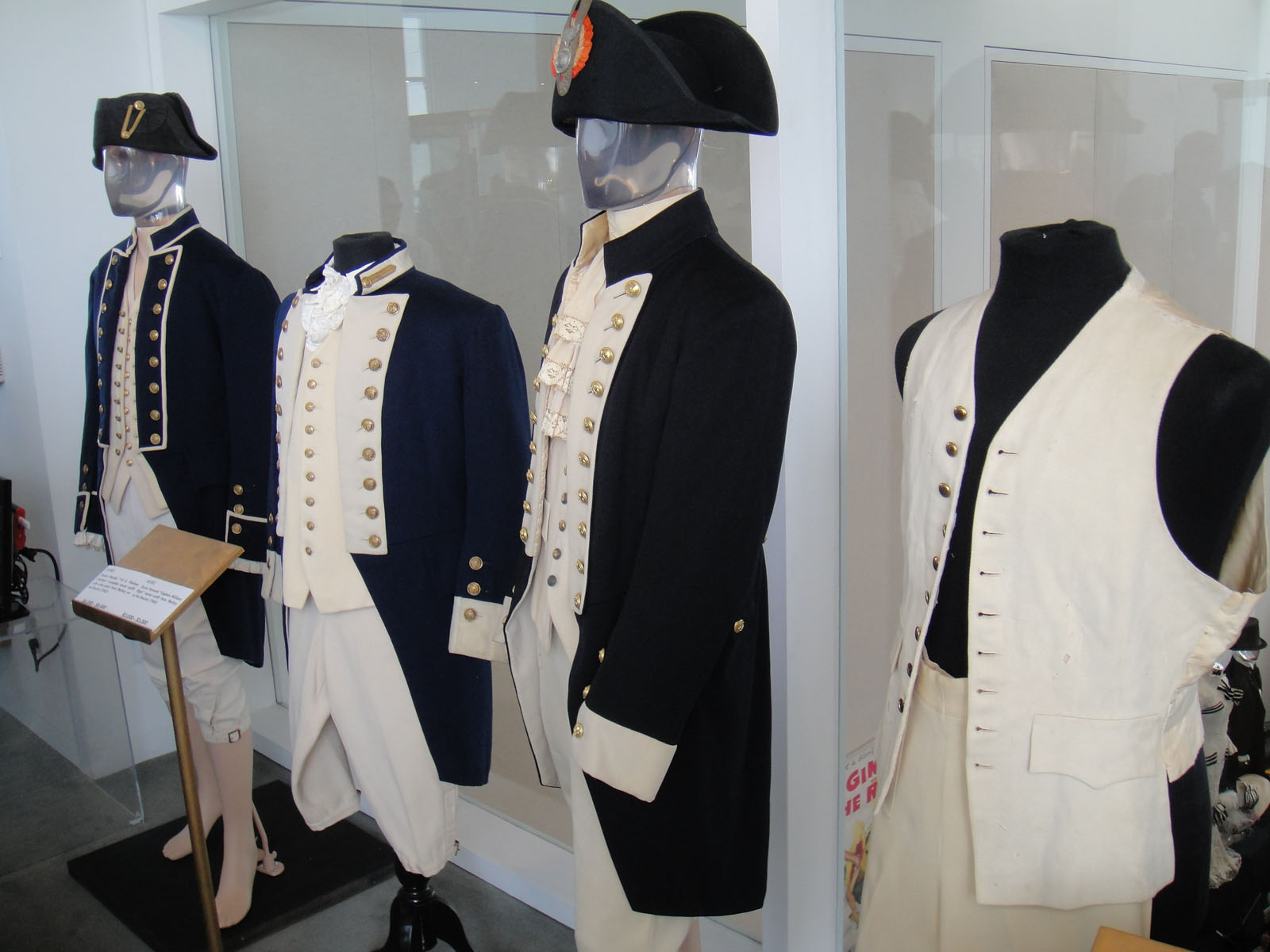
Le divise indossate da Charles Laughton e Clark Gable (1ª e 2ª da destra) conservate nel Paley Center for Media di Beverly Hills

Tra il 1932 e il 1934, il romanziere e viaggiatore inglese Charles Nordhoff e lo scrittore statunitense James Norman Hall avevano pubblicato una trilogia basata sull'ammutinamento del Bounty avvenuto alla fine del XVIII secolo: Mutiny on the Bounty, Men Against the Sea e Pitcairn's Island. Il regista Frank Lloyd ne acquistò i diritti per 12.500 dollari, con l'intenzione di realizzare un film basato sui primi due, e tentò di vendere il progetto al produttore Irving Thalberg con la clausola che gli fosse permesso di dirigere e recitare nel film e che venisse girato su una replica del Bounty ancorata a Tahiti.
Thalberg accettò solo la prima clausola e inizialmente affidò la sceneggiatura a Carey Wilson e John Farrow (non accreditato nei titoli), ai quali si aggiunse poi Talbot Jennings che collaborò a sequenze "leggere" per compensare la drammaticità del film. Ancora insoddisfatto del risultato, Thalberg coinvolse anche lo scrittore Allen Rivkin, che inventò il pezzo comico di Herbert Mundin che cerca invano di scaricare un secchio di rifiuti controvento.
La Metro-Goldwyn-Mayer fece notevoli sforzi per assicurare l'autenticità di ogni dettaglio relativo alle abitudini, alle divise e alle leggi marittime del tardo XVIII secolo. Oltre al resoconto storico dell'ammutinamento, furono esaminati i registri dell'Ammiragliato del Regno Unito, le specifiche di costruzione del mercantile originale e le carte genealogiche britanniche, allo scopo di contattare e intervistare i discendenti dell'equipaggio. Fu consultata anche una rara edizione del libro A Narrative of the Mutiny, On Board His Majesty's Ship Bounty; and the Subsequent Voyage of Part of the Crew, In the Ship's Boat, scritto nel 1790 dal comandante Bligh, e la produzione riuscì a rintracciare presso la sartoria londinese Gieves & Hawkes i registri delle transazioni originali con il prezzo, le misure e il materiale delle sue uniformi, che furono usate per riprodurre quelle indossate da Charles Laughton.
Con un budget vicino ai 2 milioni di dollari, La tragedia del Bounty risultò la produzione di Hollywood più costosa del 1935 e il film sonoro più costoso realizzato dalla MGM fino ad allora.

### Cast
Le prime note di produzione riportavano la presenza nel cast di Robert Montgomery nel ruolo di Roger Byam. L'attore fu poi sostituito da Franchot Tone, anche se le fonti discordano sul fatto che sia stato a causa di problemi di salute o per un conflitto di programmazione con Non più signore che aveva appena finito di girare con Edward H. Griffith. In realtà la produzione avrebbe voluto che a interpretare Byam fosse Cary Grant, che però era sotto contratto con la Paramount Pictures che si rifiutò di "prestarlo" alla major concorrente.
Tra gli interpreti inizialmente previsti c'erano anche Beryl Mercer, Melville Cooper e Earle Hodgins, così come Alfred Alexander, tenente in pensione del Naval Service che secondo The Hollywood Reporter era stato assunto anche come consulente tecnico.
Per interpretare il comandante Bligh fu inizialmente contattato Wallace Beery, reduce dal ruolo di Long John Silver in L'isola del tesoro di Victor Fleming, ma l'attore rifiutò per non dover lavorare di nuovo con Clark Gable, col quale era rimasto in pessimi rapporti dopo Sui mari della Cina di Tay Garnett, e al suo posto fu chiamato Charles Laughton.
Lo stesso Gable non intendeva prendere parte al film, non solo perché sarebbe stato costretto a radere i suoi "baffi fortunati" ma anche perché riteneva che sarebbe apparso ridicolo con i pantaloni al ginocchio e il codino da marinaio, oltre al fatto che secondo lui Laughton e Tone avevano ricevuto parti migliori. Secondo una delle sue biografie, l'attore accettò il ruolo quando la MGM gli offrì un tour promozionale in Sud America.
Nel film compaiono (non accreditati) anche un giovane David Niven, Lionel Belmore, Jon Hall (nipote di James Norman Hall), il cantante e attore Dick Haymes e James Cagney. Quest'ultimo si trovava in vacanza sull'Isola di Santa Catalina, una delle location del film, quando incontrò il regista Frank Lloyd al quale chiese se ci fosse una piccola parte per lui. Lloyd gli consegnò un'uniforme da marinaio e Cagney passò il resto della giornata sul set.

### Riprese
Nel febbraio 1935 la MGM organizzò una spedizione nel Pacifico del sud per effettuare riprese di background. Come riportò il New York Times, furono girati 15 km di pellicola e 9 km di sonoro che si rivelarono totalmente inutilizzabili a causa della cattiva conservazione, per cui fu necessario un secondo viaggio per riprendere di nuovo gli sfondi.

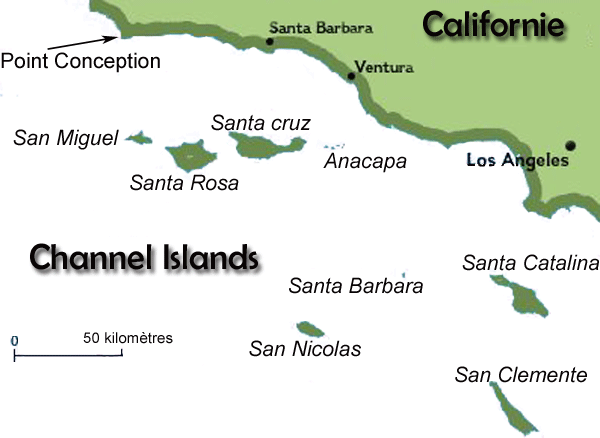
L'arcipelago delle Channel Islands

Le riprese cominciarono l'8 maggio e terminarono l'11 settembre. Prima dell'inizio furono costruite due repliche dell'HMS Bounty, la prima delle quali era una copia esatta in grado di navigare che fu trasferita a Tahiti, dove 2500 nativi furono usati per popolare due villaggi interamente ricostruiti a Papeete. Alla fine delle riprese fu riportata in California e ancorata a Point Reyes, dove i cittadini locali dettero vita ad un movimento per acquisirla come monumento storico. La seconda era un set fisso che fu trasportato sull'Isola di Santa Catalina, nell'arcipelago delle Channel Islands, assemblato nel municipio (che fu usato come studio di fortuna) e utilizzato per le riprese interne. Sull'isola, dove oltre 600 membri del cast e della troupe rimasero alloggiati per diversi mesi, furono costruite anche riproduzioni del porto inglese di Portsmouth e di sei villaggi tahitiani.
Il 25 luglio 1935, il cameraman Glenn Strong rimase ucciso e diversi tecnici furono gravemente feriti quando una chiatta si rovesciò al largo dell'isola, dove andò perduto anche un equipaggiamento del valore di 50.000 dollari.
Altre sequenze furono girate sull'Isola di San Miguel, anch'essa nell'arcipelago delle Channel Islands, nella Baia e nel porto di Monterey, nel Porto di South Beach sulla costa orientale di San Francisco e sull'Isola Pitcairn nell'arcipelago omonimo del Pacifico del sud, abitata dai discendenti degli ammutinati.
La scena di Bligh e dei suoi uomini sopravvissuti sulla scialuppa dopo l'ammutinamento, girate negli studi della MGM di Culver City in California, furono complicate dal fatto che gli attori erano zuppi d'acqua, dondolati tramite cavi e sotto le luci dello studio. Oltretutto, dopo una settimana passata a girare la sequenza Frank Lloyd si accorse che uno dei personaggi sulla scialuppa non avrebbe dovuto essere lì ma con gli ammutinati. Di conseguenza, l'intera sequenza dovette essere girata di nuovo.

## Accuratezza storica

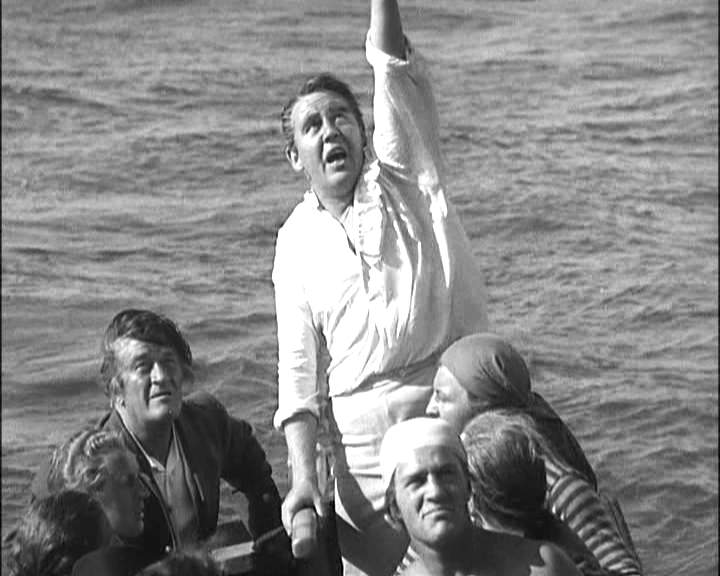
Charles Laughton nei panni del Capitano Bligh lasciato alla deriva da Fletcher Christian (Clark Gable)

Il film contiene parecchie inaccuratezze storiche. Il Capitano William Bligh non era a bordo della nave HMS Pandora, né era presente al processo degli ammutinati che rimasero in Tahiti.
Al momento, egli era dall'altra parte del mondo in un secondo viaggio per le piante dell'albero del pane. Il padre di Fletcher Christian era morto tanti anni prima dei viaggi di Christian a bordo del Bounty, mentre il film mostra il Christian anziano al processo. Il film era sempre presentato come un adattamento della trilogia di Nordhoff e Hall, che già differiva dalla storia vera dell'ammutinamento.
Bligh è inizialmente descritto come un tiranno brutale e sadico diventando più simpatico solo durante il viaggio a Timor. Particolari episodi includono un giro di chiglia e la fustigazione di un uomo morto. Nessuno di questi però è accaduto. Il giro di chiglia era usato raramente, se del tutto, ed era stato abbandonato molto prima dell'epoca di Bligh. Infatti, il record meticoloso del registro di Bounty rivela che il tasso di fustigazione era inferiore alla media dell'epoca. Né William Bligh era allora l'uomo di mezza età interpretato da Laughton o un vero capitano della Royal Navy: infatti egli era allora un uomo relativamente giovane di 33 anni di età quando il viaggio iniziò, che era allora un tenente ma era abitualmente chiamato "Capitano" perché egli comandava la nave. 
Prima dell'ammutinamento, il Bounty ebbe solo due morti. Un marinaio, James Valentine, morì di una malattia respiratoria mal definita; i registri indicano che egli fu "colto da una tosse violenta e sorda e sputò molto." E il chirurgo della nave, Thomas Huggan, apparentemente morì di complicazioni a causa del suo alcolismo cronico, non a causa degli abusi di Bligh. Infatti Bligh aveva minacciato di prendere e sequestrare le scorte di alcol di Huggan a causa del fatto che egli era regolarmente ubriaco mentre era in servizio, una minaccia che Bligh eventualmente aveva eseguito. La costante ubriachezza di Huggan lasciava a Bligh poca scelta se non quella di supervisionare lui stesso i principali problemi di salute. Notabilmente l'equipaggio era stato esaminato costantemente per lo scorbuto e Bligh — la cui competenza in questa questione si era sviluppata sotto il Capitano James Cook — non aveva mai rilevato segni verificati di malattia.
Allo stesso modo, il film mostra gli ammutinati prendere controllo della nave solo dopo aver ucciso parecchi membri di equipaggio leali quando in realtà nessuno morì (anche se un membro dell'equipaggio è arrivato molto vicino a sparare a Bligh finché è stato fermato da Christian). Infine, Christian viene mostrato ispirato a prendere controllo della nave dopo che diversi membri dell'equipaggio sono stati ingiustamente messi ai ceppi da Bligh, ma questo è falso.
Nella scena finale del film, Christian dà un discorso entusiasmante ai suoi compagni ammutinati parlando di creare una società perfetta di uomini liberi in Pitcairn lontani da Bligh e la marina militare. La vera versione della storia era molto diversa in quanto una volta arrivati a Pitcairn  gli ammutinati ridussero in schiavitù gli uomini tahitiani che si erano portati dietro.
Per accuratezza storica, Clark Gable riluttantemente dovette rasarsi i suoi baffi perché i marinai nella Royal Navy nel 18º secolo dovevano essere ben rasati. Il cadetto Roger Byam era basato su una persona vera, il cadetto Peter Heywood, che non è elencata nel romanzo oppure nel film. Proprio come il fittizio Byam è graziato alla fine del film, il vero Peter Heywood è stato graziato per la sua parte nell'ammutinamento. I trailer MGM nel 1935 fecero un errore chiamando il cadetto Byam un guardiamarina. 
L'ammutinato Thomas Ellison è mostrato mentre gli viene permesso di vedere sua moglie prima della sua esecuzione. Non c'è alcun record per indicare che il vero Ellison fosse sposato e, in ogni caso, una visita di consolazione di questo tipo non sarebbe mai stata permessa nella vita reale.

## Distribuzione
La première si tenne l'8 novembre 1935 a New York e il 22 novembre il film fu proiettato anche a Los Angeles. In Giappone fu inizialmente bandito perché accusato di promuovere la rivolta contro la legge e l'ordine, mentre in Italia la censura rimosse numerosi riferimenti al nazionalismo britannico e alla Gran Bretagna stessa, compresa la didascalia iniziale "Portsmouth, Inghilterra, 1787", una ripresa della bandiera britannica e la battuta: «Siamo partiti per il Mediterraneo... Batteremo i mari per l'Inghilterra».

### Date di uscita
- Stati Uniti (Mutiny on the Bounty) – 8 novembre 1935
- Brasile (Motim a Bordo) – 12 gennaio 1936
- Svezia (Myteri) – 4 marzo 1936
- Danimarca (Mytteri på Bounty) – 5 marzo 1936
- Ungheria (Lázadás a Bountyn) – 5 marzo 1936
- Francia (Les révoltés du Bounty) – 6 marzo 1936
- Finlandia (Kapina laivalla) – 20 marzo 1936
- Norvegia (Mytteriet på Bounty) – 13 aprile 1936
- Spagna (La tragedia de la Bounty) – 27 aprile 1936
- Argentina (Motín a bordo) – 5 maggio 1936
- Cecoslovacchia (Vzpoura na lodi Bounty) – 26 luglio 1936
- Germania (Meuterei auf der Bounty) – 12 agosto 1936
- Messico (Motín a bordo) – 2 settembre 1936
- Irlanda (Mutiny on the Bounty) – 25 settembre 1936
- Islanda (Uppreistin á Bounty) – Ottobre 1936
- Portogallo (Revolta na Bounty) – 13 ottobre 1936
- Uruguay (Motín a bordo) – 6 novembre 1936
- Italia (La tragedia del Bounty) – 8 gennaio 1937
- Estonia – 18 gennaio 1937
- Giappone (Senkan Baunti-go no hanran) – 19 maggio 1938

## Accoglienza

### Incassi
A fronte di un budget di 3,5 milioni di dollari, tra spese di produzione e distribuzione, il film incassò circa 2,2 milioni negli Stati Uniti e altrettanti nel resto del mondo, per un incasso complessivo di quasi 4,5 milioni e un profitto per la M-G-M di 909.000 dollari.

### Critica
Il sito Rotten Tomatoes riporta il 94% di recensioni con un giudizio positivo, con un voto medio di 8,2 su 10.
Richard Gilliam del sito AllMovie ha definito il film «la vetta della produzione MGM durante l'era di Irving Thalberg» e il capitano Bligh impersonato da Charles Laughton «uno dei più spregevoli villain del grande schermo», mentre nel 2015 la critica Kate Cameron del New York Daily News ha scritto nella sua recensione: «Il caso dell'equipaggio contro la folle crudeltà e cupidigia del capitano Bligh è presentato in modo così potente che l'ingiustizia commessa sugli uomini si insinua sotto la pelle suscitando una varietà di emozioni».
All'epoca, il critico Andre Sennwald lo giudicò sul New York Times «spietato, brutale, vigorosamente romantico, fatto di orrore e disperato coraggio... La trilogia di Nordhoff-Hall è nata per essere portata sul grande schermo e la Metro-Goldwyn-Mayer ha realizzato il tipo di produzione che merita una grande storia». Sennwald elogiò in particolare la prova di Charles Laughton, così come John Mosher che su The New Yorker scrisse che l'interpretazione «non sarà stata esattamente l'immagine del bruto originale, ma è un capolavoro di Laughton».
The Film Daily definì il film «cupo, avvincente e pittorescamente perfetto» e «una delle produzioni più importanti dall'inizio del cinema sonoro», mentre la rivista Variety parlò di «Hollywood al suo meglio», aggiungendo che «la storia non poteva certo essere presentata in modo così potente con altri mezzi».

## Riconoscimenti
- Premio Oscar 1936
  - Miglior film alla Metro-Goldwyn-Mayer
  - Candidatura per la miglior regia a Frank Lloyd
  - Candidatura per il miglior attore a Clark Gable
  - Candidatura per il miglior attore a Charles Laughton
  - Candidatura per il miglior attore a Franchot Tone
  - Candidatura per la migliore sceneggiatura a Jules Furthman, Talbot Jennings e Carey Wilson
  - Candidatura per il miglior montaggio a Margaret Booth
  - Candidatura per la migliore colonna sonora a Nat W. Finston e Herbert Stothart

## Remake
Nel 1940 Frank Lloyd annunciò di voler di realizzare come produttore indipendente un sequel incentrato su William Bligh e sulla sua carriera dopo gli eventi del Bounty. Il film, con Laughton di nuovo nel ruolo del protagonista, si sarebbe dovuto intitolare Captain Bligh e le riprese sarebbero dovute iniziare una volta terminata la produzione di Quelli della Virginia, ma il progetto non fu mai realizzato. Secondo quanto riportato da The Hollywood Reporter, tra il 1945 e il 1946 Charles Nordhoff scrisse il seguito della storia di Fletcher Christian per un film che doveva essere prodotto da Carey Wilson e interpretato ancora da Clark Gable, ma anche questo progetto non vide mai la luce.
L'episodio del Bounty era già stato portato sul grande schermo da Raymond Longford nel 1916 (The Mutiny of the Bounty) e da Charles Chauvel nel 1933 (In the Wake of the Bounty) e in seguito ha dato origine ad altre due versioni: Gli ammutinati del Bounty, diretto Lewis Milestone nel 1962 con Trevor Howard e Marlon Brando nei ruoli di Bligh e Christian, e Il Bounty, diretto da Roger Donaldson nel 1984, con Anthony Hopkins e Mel Gibson.
Il corto animato Il coniglio bucaniere di Friz Freleng, uscito nel 1947 nella serie Looney Tunes, vede Bugs Bunny vestito come il comandante Bligh e con un aspetto e una voce che ricordano quelli di Charles Laughton. Nell'episodio della 17ª stagione de I Simpson intitolato La storia più bagnata del mondo, Bart racconta la sua versione dell'ammutinamento nella quale Bligh è impersonato dal preside Skinner e Christian dallo stesso Bart.